# Pinus hwangshanensis
Pinus hwangshanensis är en tallväxtart som beskrevs av W.Y. Hsia. Pinus hwangshanensis ingår i släktet tallar, och familjen tallväxter. IUCN kategoriserar arten globalt som livskraftig. Inga underarter finns listade i Catalogue of Life.

## Bildgalleri

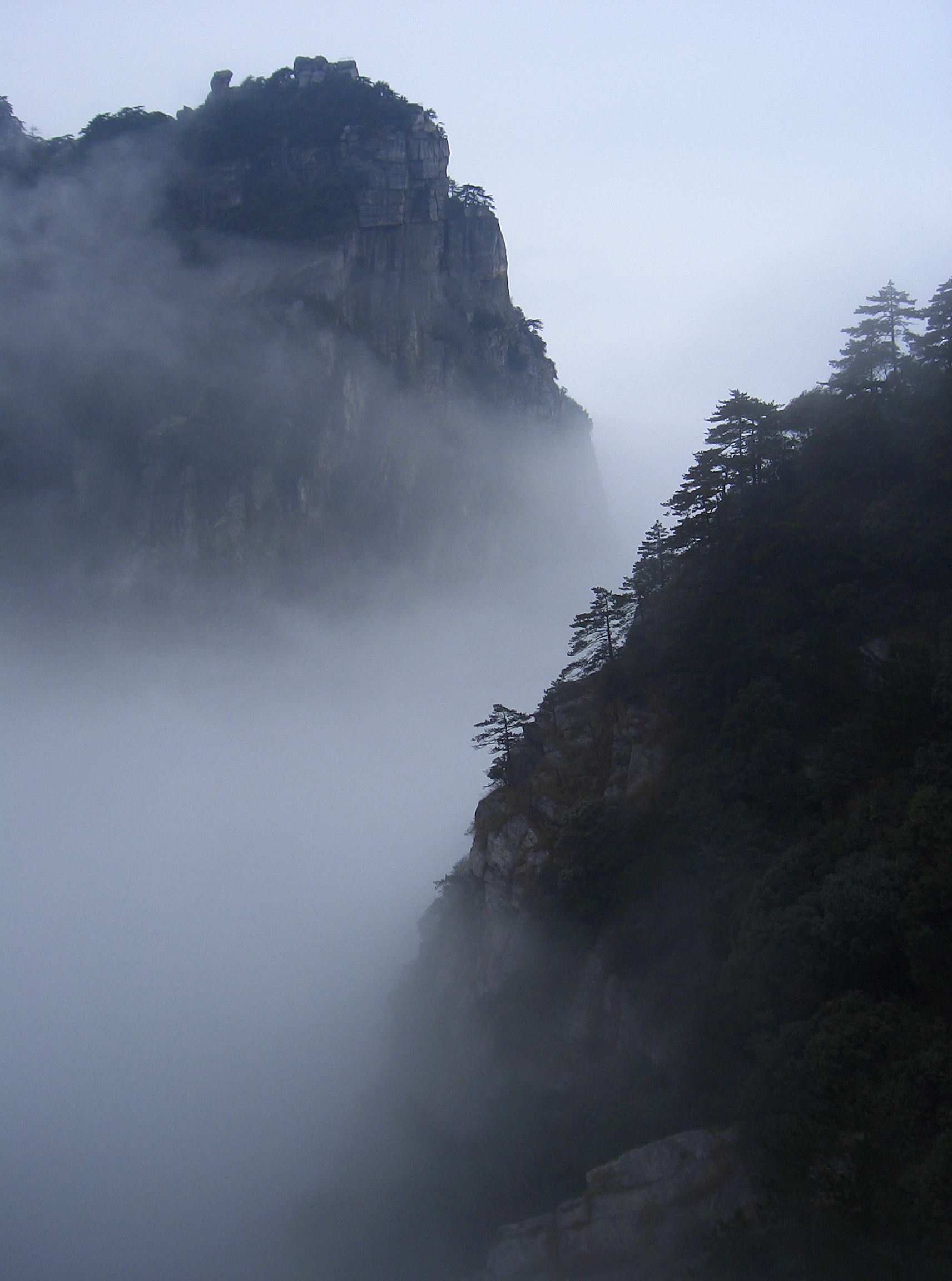
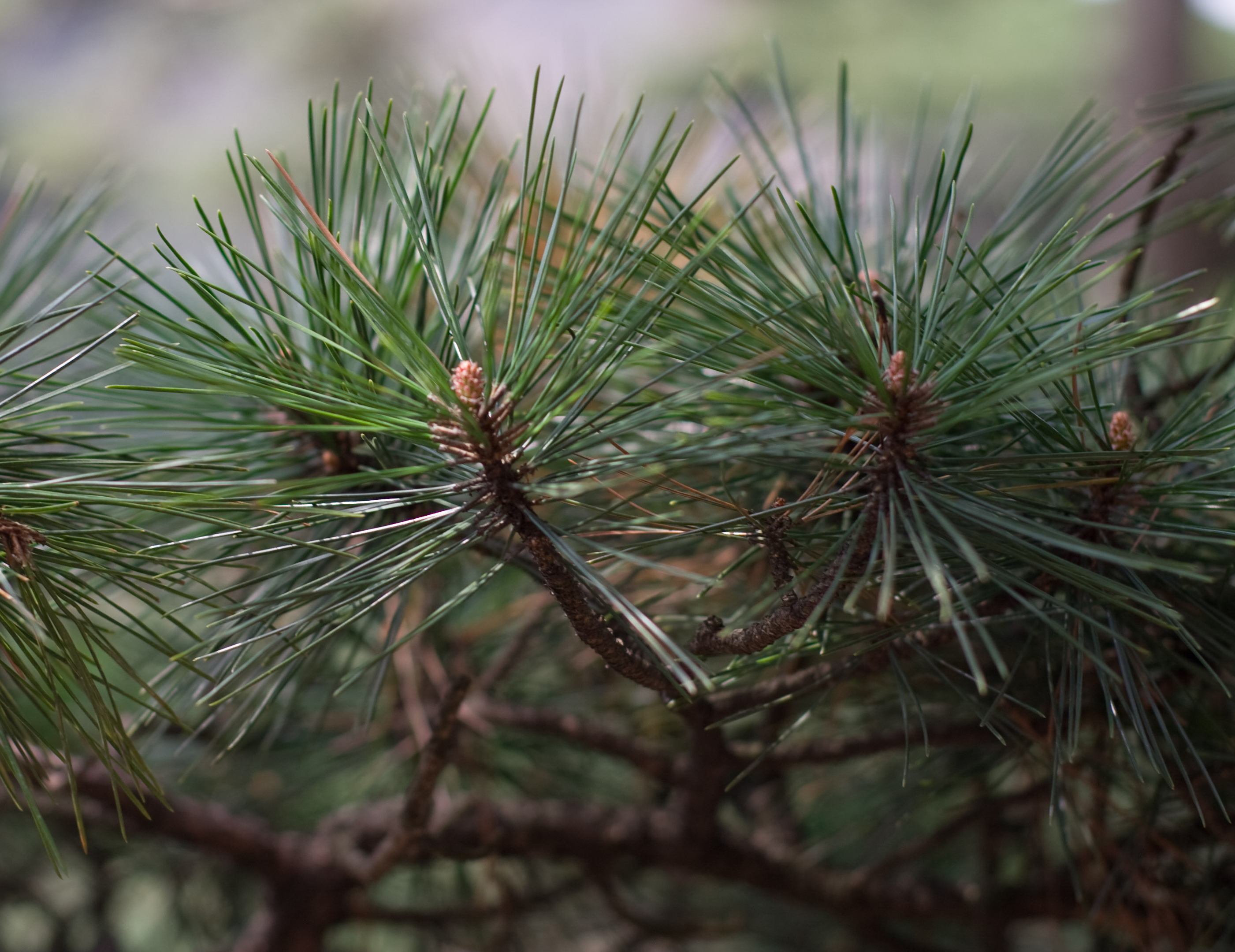
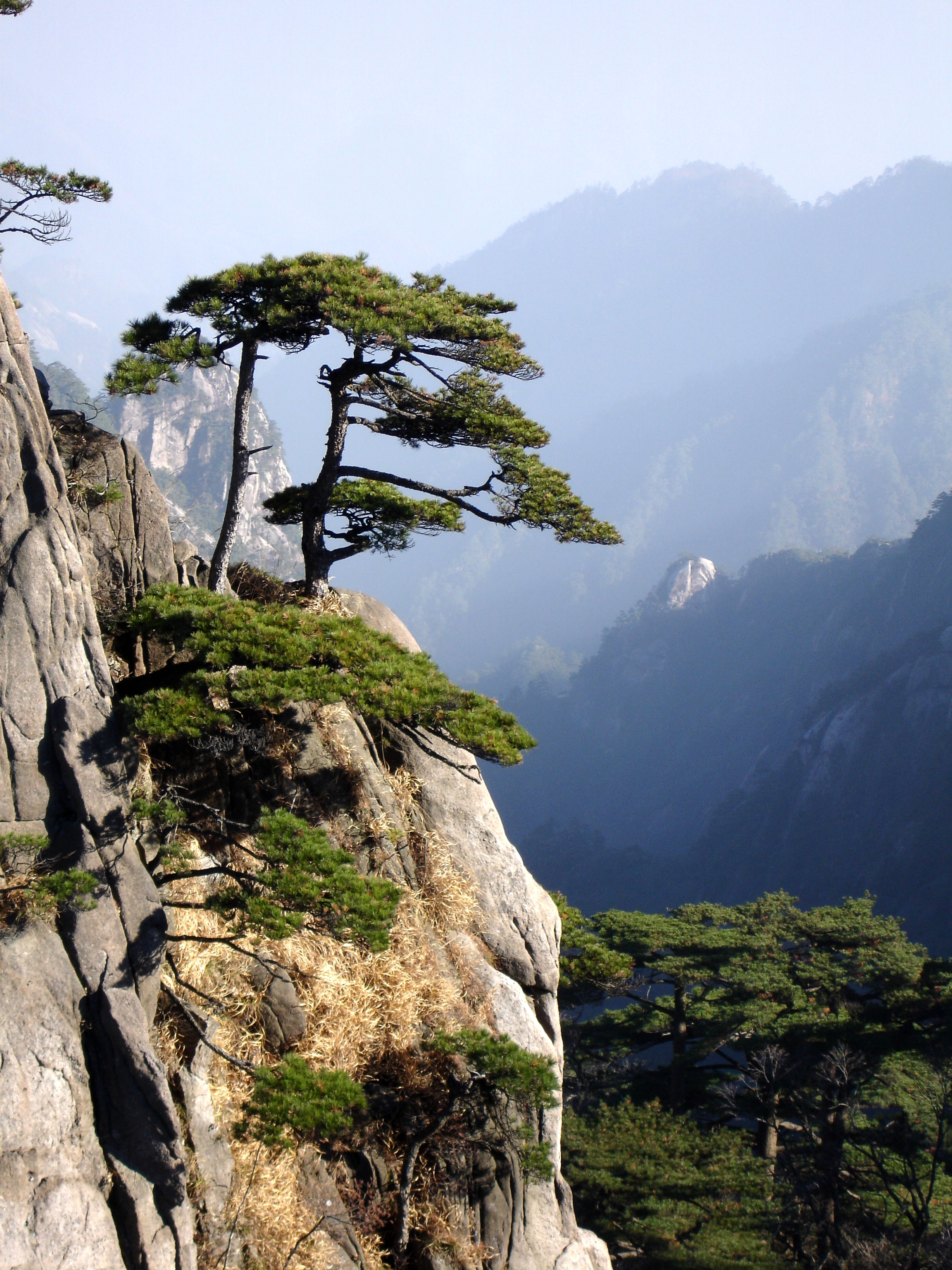
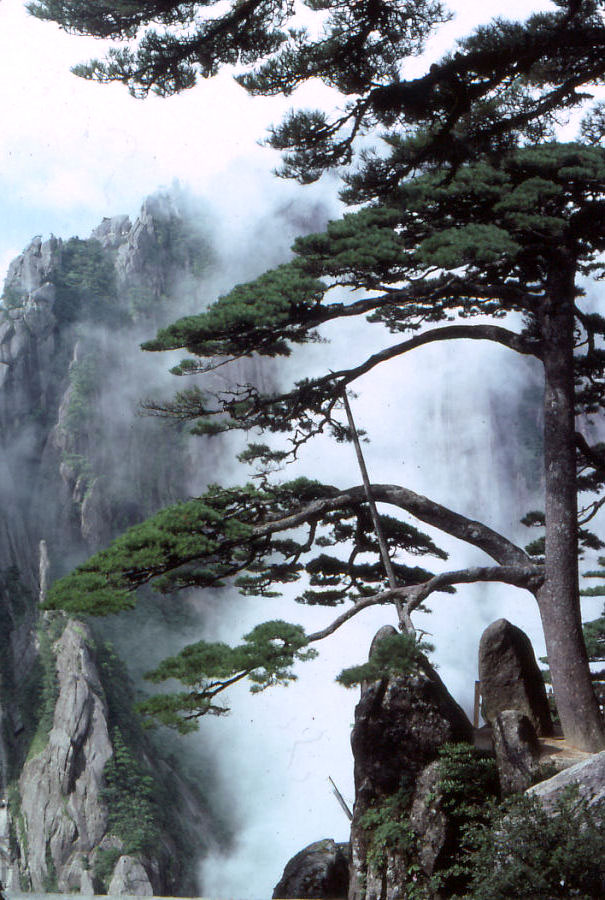
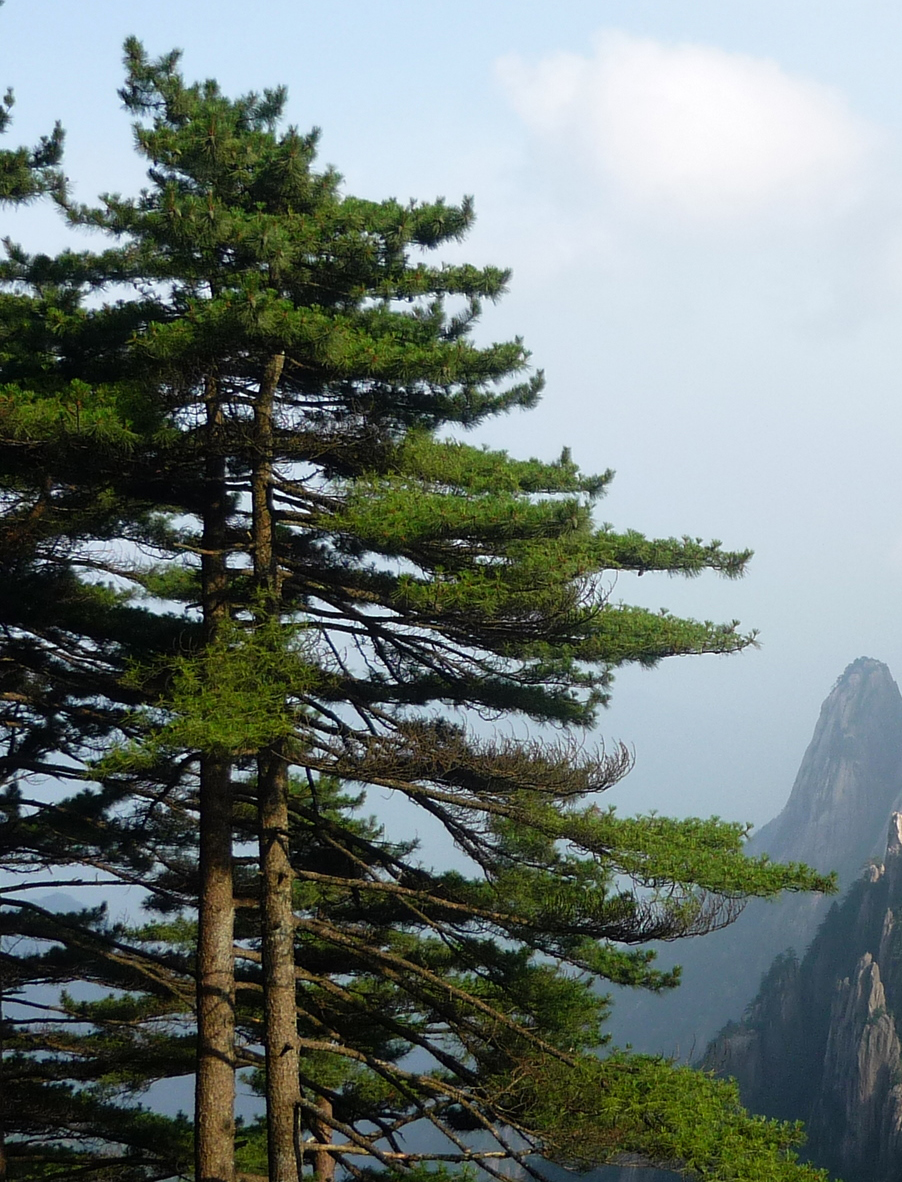
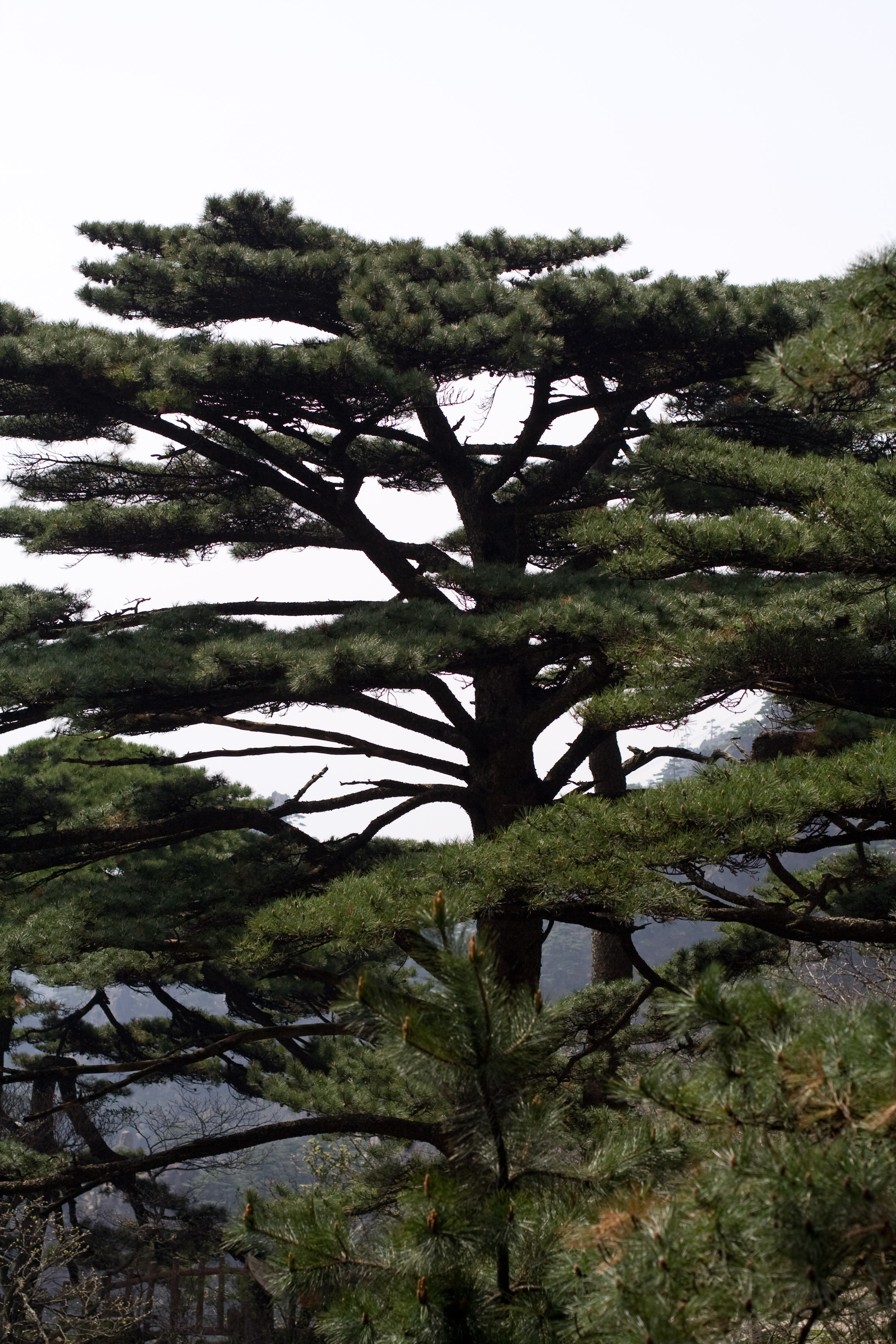